# Drama Stage
Drama Stage (드라마 스테이지?, Deurama seuteijiLR) è una serie televisiva sudcoreana, trasmessa a partire dal 2 dicembre 2017 su tvN.
Ogni episodio di Drama Stage presenta una storia a sé stante, che non ha alcun legame con le precedenti, similmente a Drama Special, trasmesso dal canale KBS2.